# Крестовый поход Тьерри Эльзасского
Крестовый поход Тьерри Эльзасского проходил в 1157—59 годах в землях Северной Сирии.
В июле 1157 года в землях Северной Сирии случилось сильное землетрясение, приведшее в масштабным разрушениям крепостных укреплений как в христианских, так и в мусульманских владениях. Вскоре после его окончания в регион прибыл граф Фландрии Тьерри Эльзасский, который при поддержке короля Иерусалима Балдуина III, регента Антиохии Рено де Шатильона и графа Триполи Раймунда III начал наступление на земли мусульман, находившихся в кризисе руководства. Крестоносцам удалось покорить стратегически важный нижний город крепости Шайзар и осадить её цитадель, однако споры из-за владения ей привели к сдаче поселения мусульманам и отказу от захвата верхнего города. Перегруппировавшись в Антиохии, христиане захватили небольшую крепость эль-Харим близ города на реке Оронт. На этом крестовый поход закончился.

## Предыстория
Тьерри Эльзаский пришёл к власти в графстве Фландрия в 1128 году в результате гибели нормандского принца Вильгельма, внука Вильгельма Завоевателя, в войне за Фламандское наследство. Он участвовал во Втором крестовом походе (1147—1149), и, кроме этого, ещё трижды ходил на Восток (1138—39, 1157—59, и 1164—66). Во время первого из походов королю Фульку, тестю Тьерри, удалось начать наступление на Гилеад и занять небольшую крепость близ Аджлуна. Ощутимых результатов этого не принесло, хотя королю и удалось разбить банду разбойников. По окончании Второго крестового похода, вернувшись домой без ощутимого результата, европейские монархи оставили Иерусалим, в котором регулярно происходили гражданские войны.
Через два месяца после отъезда христианских европейских монархов новый лидер мусульман, атабек Дамаска Нур ад-Дин Махмуд, взял в осаду Антиохию. Город не пал, однако христиане потерпели тяжёлое поражение, в котором погиб князь Антиохии Раймунд де Пуатье. К 1154 году Нур ад-Дина признали правителем Дамаска в Исфахане, и с тех пор он стал практически ежегодно предпринимать походы против государств крестоносцев. За год до этого события король Иерусалима взял Аскалон после того, как привлёк в свою армию паломников. На Западе же ничем не могли помочь. Папа Адриан IV не смог вдохновить христиан на большой поход в опасные земли, а его преемник Александр III столкнулся с большим числом антипап. В феврале 1157 года властитель Иерусалима захватил стада, принадлежащие атабеку Дамаска, которые паслись близ Банияса в обмен на дань со стороны мусульман. Это дало последнему повод на вторжение в христианские владения. В апреле того же года Нур ад-Дин занял город Баальбек, что привело к обострению между христианскими и мусульманскими властителями. В июле 1157 года по призыву короля Иерусалима Балдуина III властители Триполи и Антиохии приняли участие в отражении атаки Нур ад-Дина на крепость Банияс, который разбил здесь госпитальеров и взял город в осаду. Местный правитель Онфруа II Торонтский продержался до прибытия основных сил, однако, когда казалось, что победа уже одержана, и король распустил армию, Нур ад-Дин напал на его отряд при Броде Иакова и полностью пленил 19 июня 1157 года. Позднее из Триполи и Антиохии подошли дополнительные силы во главе с ранее бежавшим с поля боя королём, которые не дали захватить Банияс.
В августе 1157 года на территории Северной Сирии произошло сильное землетрясение, которое разрушило как мусульманские, так и христианские города и укрепления. По словам Гийома Тирского, примерно в то же время «франки» начали военную кампанию против мусульман, вдохновлённые третьим прибытием на Восток Тьерри Эльзасского. Вместе с ним в кампании приняли участие граф Триполи, князь Антиохии и король Иерусалима. Ибн аль-Каланиси писал, что причиной нападения стали разрушения от землетрясения, которые привели к разрушению мусульманских домов и укреплений. Льюис заявлял, что факт этого подтверждает и то, что целью Тьерри стала именно Северная Сирия. Наступление со стороны христиан привело к масштабному сбору войск Нур ад-Дином для обороны мусульманских владений.

## Ход крестового похода
Христианские силы собрались для наступления на галилейской равнине в землях графства Триполи. Этот факт не отражён у большинства современных событию авторов, однако историк Кевин Льюис назвал его чрезвычайно важным, поскольку именно граф Раймунд III определял цель крестового похода, который изначально был подконтролен его территориальным интересам. Первой целью крестоносцев стала крепость Шатель-Руж (лат. Castrum Rugium), контролируемая мусульманами, история которой «туманна». Впрочем, в своё время медиевист Жан Ришар отождествил её с крепостью, атакованной и захваченной армией атабека Дамаска под командованием Базваджа в 1137 году после гибели графа Триполи Понса. Эту версию убедительно опровергал востоковед Рене Груссе. Поль Дишан писал, что этот замок располагался в 12 км к юго-востоку от Тортосы, в 10 км к западу от Сафиты. Рене Дюссо писал, что Шастель-Руж — это Джаммура на дороге между Тортосой и Рафанке, а арабские источники упоминали её только в связи с наступление Салах ад-Дина на Триполи в 1188 году, который совершал вылазки из лагеря под Крак-де-Шевалье, захватив крепость во время одной из них. Э. Гийом-Рей писал, что согласно всем источникам, которые так или иначе касаются города, крепость находилась в недалеко от Марре, а также реки Оронт и замка Хааб. Он же считал, что при отождествлении Хааба с деревней Бордж-эль-Хааб, сама крепость Шастель-Руж отождествляется с крепостью Ругия. Эту версию, по словам Гийом-Рея, подтверждают и отрывки из «Историков крестовых походов». Так или иначе, информации о том, кто именно из мусульман владел крепостью на момент начала христианского наступления, в современных событию источниках нет, в связи с этим неизвестно, кто именно стал противником крестоносцев.
Первоначально христиане попытались взять штурмом Шастель-Руж, однако по неизвестным причинам это предприятие потерпело крах, в связи с чем руководство военной кампанией и «диктовка условий» перешли к князю Антиохии, который повёл крестоносцев на север. Впрочем, так или иначе, крепость попала под контроль христиан, однако неизвестно, когда именно; но в 1177 году она уже была в руках Раймунда III, так как он передал данную крепость ордену госпитальеров.
Когда христиане достигли земель Антиохийского княжества, то до них дошёл слух о смерти Нур ад-Дина, который, согласно Ибн аль-Асиру, скончался от сердечного приступа значительно позже, 15 мая 1174 года, а на момент начала христианского наступления был болен. В бейлике Зангидов и других мусульманских владениях начался кризис власти, чем и, при поддержке армянских отрядов, воспользовались крестоносцы для начала осады Шайзара, подконтрольного династии Мункизидов. Город имел выгодное стратегическое положение, в связи чем и привлекал крестоносцев, которые также считали его «занозой в боку» из-за многочисленных нападений на сотен христианских паломников в десятилетие между 1126 и 1137 годами. Нижний город Шайзара пал достаточно быстро, поскольку, по словам Гийома Тирского, его жители были «мирными и меркантильными». Осталась лишь цитадель Шайзара, обороняемая группой ассасинов-авантюристов. Согласно Ибн аль-Каланиси, во время осады Шайзара христиане несколько раз осуществляли не принёсшие результатов набеги на Хомс и Хаму. Ранее эти земли в среднем течении Оронта уже входили в состав владений христиан на Востоке.
Осознавая неизбежность падения Шайзара, христианские командиры стали спорить о том, кому он должен достаться. Балдуин III предложил передать его Тьерри в качестве феода, так как хотел воспользоваться его богатством и ресурсами для обороны государств крестоносцев. Большинство дворян были согласны с тем, что им действительно должен править Тьерри, однако последний отказался присягнуть на верность князю Антиохии, так как хотел быть вассалом только короля Иерусалима. Это привело к возражениям со стороны Рено де Шатильона. Он говорил о том, что город и владения вокруг него с самого начала крестовых походов был частью Антиохийского княжества, а не Иерусалимского королевства, поэтому владеющий им должен был подчинятся ему, а не Балдуину. Историк Дж. Филиппс по этому поводу предполагал, что юридически это подкреплялось заключённым в 1137 году договором между византийским императором Иоанном Комнином и Раймундом де Пуатье, который в то время был князем. Согласно этому договору, при условии покорения Шейзара объединённой латинско-византийской армией, крепость должна была достаться именно Раймунду в качестве феода. Такое разделение было и ранее — между Византией и Фатимидским халифатом в XI веке. То есть это было очередным напоминанием о демаркации территории, принятой в начале века, но уже давно утратившей актуальность. Так и не достигнув соглашения, крестоносцы отправились обратно, покинув город в конце 1157 года.
Хотя этот исход и был явной неудачей, в начале года христиане перегруппировались и собрали силы в Антиохии. Они начали новое наступление и в феврале 1158 года отбили у противника важную крепость эль-Харим на реке Оронт близ Антиохии, на которую уже европейцы не претендовали и которую передали антиохийцам. Её властителем назначили из армии Тьерри, Рено де Сен-Валери, который принёс вассальную клятву Рено де Шатильону. Впрочем, Льюис назвал этот исход получением «плохого утешительного приза».

## Влияние
Несмотря на свою де-факто неудачу, крестовый поход, по словам Льюиса, возможно, и оставил своё «долговременное наследие» в Триполи, поскольку в это же время здесь был основан Бельмундский монастырь, первый на латинском Востоке монастырь «белых монахов» — цистерцианцев, что стало возможно в результате случившейся незадолго до этого смерти их лидера Бернара, который запрещал членам ордена участие в военных походах в Святую землю. Он появился на месте ранее пришедшего в запустение в годы Первого крестового похода православного монастыря. Автор написанной в XIII веке «Хроники святой земли» утверждал, что этот монастырь был возведён только в 1169 году, однако это опровергается современными научными данными. Впрочем, по данным археологии, это вполне может быть не годом начала строительства, а годом окончания строительных работ. Каких-то доказательств того, что монастырь был построен в землях графства Триполи Тьерри или по его указу нет, однако, так как последний был сторонником и покровителем ордена, это, по словам Льюиса, может быть нечто большее, чем случайное совпадение. В историографии существует мнение о том, что землю ордену подарил лично граф Раймунд III, так как земля, на которой он расположен, находится близ столицы графства. В пользу этой версии есть свидетельство английского путешественника, который, посетив монастырь в XVII веке, утверждал о его основании «одним из графов Триполи». По предположению историка Б. Гамильтона, переговоры об основании монастыря инициировала мать и советник Раймунда III, которая могла находится под влиянием сестры, королевы Иерусалима, ранее переписывавшейся с Бернаром, главой ордена. Впрочем, это не единственные версии. Так Артур Брейха-Вотье писал, что землю для монастыря по результатам похода подарил император Священной Римской империи Фридрих I Барбаросса, в то время как историк церкви С. Слим предполагал, что это мог быть византийский император Мануил I Комнин. Льюис, впрочем, посчитал эти варианты «экстравагантными».
Монастырь просуществовал примерно до 1269 года, когда его разрушили мамлюки. В 1271 году, подписав перемирие с султаном Бейбарсом I на 10 лет, монахи вернулись сюда, однако в 1289 году мамлюки подчинили Триполи и выслали католиков из монастыря. Православное поселение здесь известно из источников с 1602 года, хотя его монахи в XX веке утверждали, что их предшественники вернули власть над ним вскоре после разрушения.